# Tadeusz Siwek

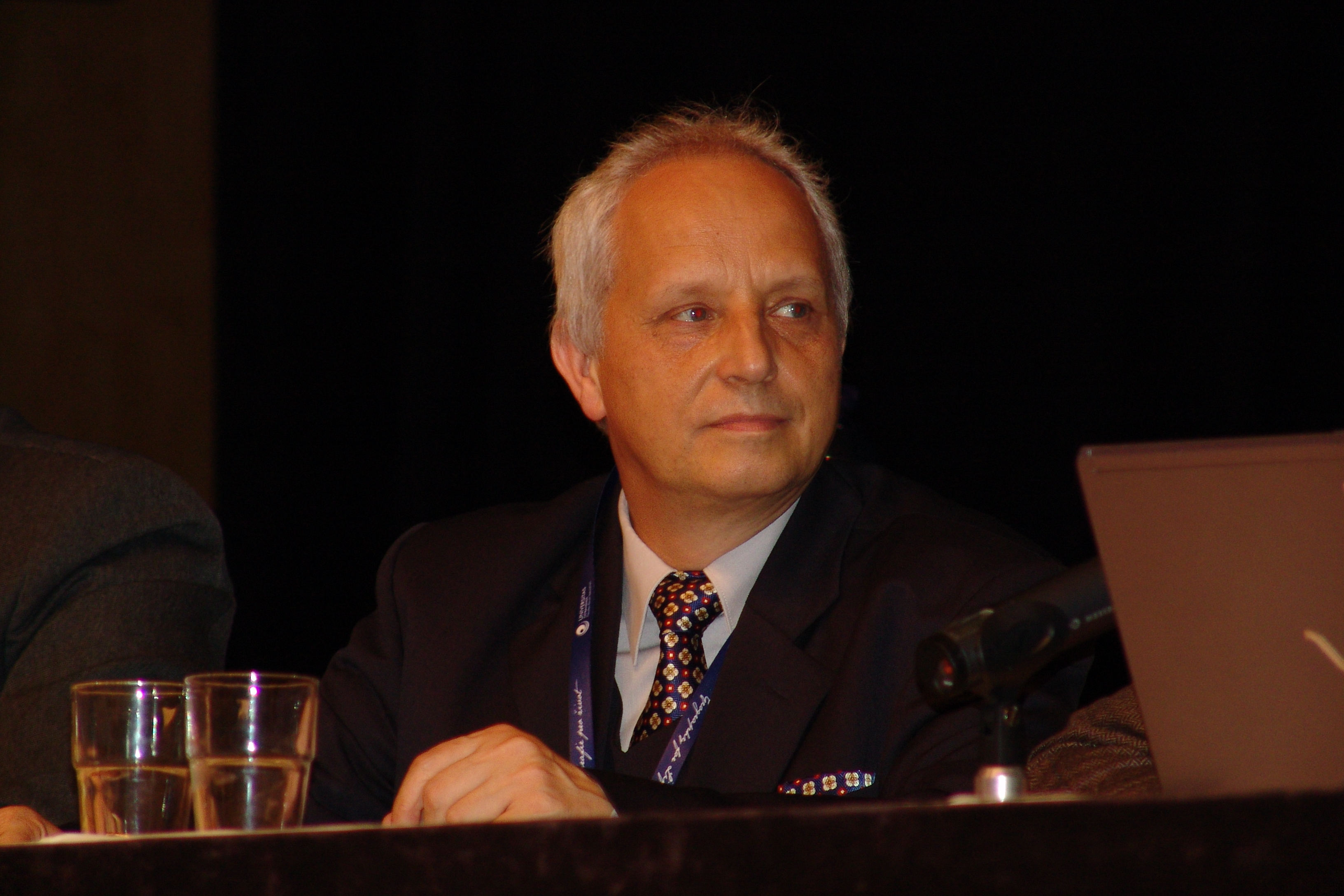
Tadeusz Siwek na sjezdu České geografické společnosti v Ostravě, 2010

Tadeusz Siwek (* 23. listopadu 1953 Praha) je český sociální geograf polského původu, univerzitní profesor a v letech 2006 až 2014 prezident České geografické společnosti.

## Život
Od dětství žije v obci Rychvald v okrese Karviná. Vyrůstal v česko-polské rodině (otec Tadeusz, matka Dagmar), mluví plynně polsky a hlásí se k polské národnosti. Otec PhDr. Tadeusz Siwek (1925-1982) byl šéfredaktorem polských periodik v tehdejším Československu "Zwrot" a "Głos Ludu". V letech 1971-1976 studoval ekonomickou geografii na Univerzitě Komenského v Bratislavě, v roce 1978 získal tamtéž titul RNDr. 

## Vědecká kariéra
Byl jedním z prvních odborníků v tehdejším Československu, kteří aplikovali teorii difúze inovací v geografickém výzkumu. Zabývá se národnostní problematikou, menšinami v ČR i v Evropě, regionální identitou a percepcí geografického prostoru. Je členem redakčních rad několika vědeckých časopisů, členem oborových rad a vědeckých rad na několika univerzitách v Česku, Polsku a na Slovensku.  
- 1978-82 Výzkumný pracovník - Výzkumný ústav rozvoje oblasti a měst Ostrava [1]
- 1982-1986 - Interní aspirant (doktorand) - Přírodovědecká fakulta UK Praha [1]
- 1987 - Výzkumný pracovník - ostravská pobočka Výzkumného ústavu výrobního družstevnictví Praha [1]
- 1988-91 - Výzkumný pracovník - Ústav ekologie průmyslové krajiny ČSAV [1]
- Od roku 1991 - Ostravská univerzita: 1991-2002 - Výzkumný pracovník - Filozofická fakulta - Ústav pro výzkum polského etnika v ČR a od r. 2002 docent a profesor - Přírodovědecká fakulta - Katedra sociální geografie a regionálního rozvoje [1]
- 1995-1997 Proděkan Filozofické fakulty Ostravské univerzity
- 1997 - habilitace na Přírodovědecké fakultě UK v Praze [1]
- 2001-2004 - Prorektor pro vědu, výzkum a zahraniční vztahy na Ostravské univerzitě [2]
- 2004-2006 - Vedoucí katedry sociální geografie a regionálního rozvoje na Přírodovědecké fakultě Ostravské univerzity
- 2006-2014 - Prezident České geografické společnosti [1]
- 2011 - Jmenován čestným členem Polské geografické společnosti [2] [3]
- 2013 - Jmenován profesorem v oboru věd o Zemi [2] [3]

### Významné konference a studijní pobyty
- Studijní pobyty: Uniwersytet Warszawski (1985), Vrije Universiteit Brussel (1999)
- Mezinárodní geografické kongresy: 1984 Paříž, 1988 Sydney, 1992 Washington, 1996 Haag, 2000 Soul, 2004 Glasgow, 2008 Tunis, 2012 Kolín nad Rýnem

### Nejvýznamnější vědecko-výzkumné aktivity v posledních letech
- 1998-2000: řešitel grantového projektu GAČR (č. 403/98/0642) „Mentální mapa českého Slezska. Vědomí slezské identity obyvatelstva“,
- 2005-2006: řešitel grantového projektu MV ČR za Ostravskou univerzitu „Zdroje a příčiny příchodu osob z oblastí původu do azylové infrastruktury České republiky“.
- 2009-2011: spoluřešitel grantového projektu GAČR (č. 403/09/0885) „Prostorové modely chování v měnícím se urbánním prostředí z pohledu geografie času“,
- 2009-2012: člen řešitelského kolektivu grantového projektu GA AV (IAA301670901) „Časoprostorová organizace denních urbánních systémů: analýza a hodnocení vybraných procesů“.
- 2016-2018: spoluřešitel grantového projektu GAČR (č.16-02521S) "Individuální a org. rozhodování v redukci environmentálních rizik: determinanty, motivace a efektivita"

## Ostatní činnost
V letech 1990 až 2006 byl čtyřikrát zvolen zastupitelem města Rychvald jako nezávislý kandidát nejprve za Občanské fórum, od roku 1994 za hnutí národnostních menšin Coexistentia. V letech 1994-1998 byl také členem rady města.
Znalosti polštiny využívá k tlumočení a překládání.  Je velice aktivním cestovatelem a přibližně 20 let také působil jako průvodce. 